# Neea acuminatissima
Neea acuminatissima là một loài thực vật thuộc họ Nyctaginaceae. Loài này có ở Guatemala và Honduras.